# وباء الزحار في بلاد الغال
الزحار هو عبارة عن إسهال دموي حاد. و هو ارتفاع عدد التغوطات أكثر من 3 مرات في اليوم، أو انخفاض في مدى صلابة البراز، يحدث نتيجة تضرر الغشاء المخاطي في الأمعاء. ينتقل عن طريق عدوى بكتيرية أو طفيلية،و يعد مرض معدي.
و لقد تفشى المرض تفشي كبير في بلاد الغال ( فرنسا، بلجيكا، المانيا، هولندا واجزاء من سويسرا وإيطاليا ) في عام 580.  ومن المعروف على نطاق واسع من خلال كتابات غريغوري التوري الذي ادعى أنه كان الزحار. لقد أودى هذا الوباء بحياة العديد من الفرنج البارزين في تلك الفترة، بما في ذلك:
- أوستريجيلد زوجة الملك جونترام
- عدة أبناء للملك شيلبيريك الأول [2]
- نانتينوس، كونت أنغوليم

## العدوى
قد زعم بعض المؤلفين أن العدوى ربما كانت شيئًا آخر غير الزحار على أساس وصف جريجوري للأعراض. و ادعى العديد من المؤلفين الذين كتبوا عن تاريخ المرض أن هذا كان وباء الجدري.   إذا كان هذا صحيحًا، فسيكون هذا أحد أقدم حالات تفشي المرض المعروفة في تاريخ أوروبا. 
و يروي غريغوريوس من تورز في كتابه معجزات مارتن كيف شُفي الأشخاص المصابون بوباء الزحار في تورز (شمال غرب بلاد الغال) بعد أن شربوا غبار قبر مارتن، أو دهنوا بزيت الضريح، أو استخدموا الماء الذي غُسل به قبر مارتن في عيد الفصح.
استخدام جريجوري المصطلح اللاتيني "variola" (بمعنى "مبقع") لهذا المَرض في كتاباته، حيثُ كان يُعتقد أنَهُ الزحار، هو أيضًا أول استخدام مسجل لهذا المصطلح للإشارة إلى ما قد يكون الجدري (الذي يحمل اليوم الاسم العلمي "Variola"). 

## جريجوري من تورز
وقد وصف القديس غريغوريوس التوري، الذي يعرف وباء الزحار من خلال كتاباته على نطاق واسع، على النحو التالي:
تبع ذلك طاعون خطير للغاية هذه المعجزات، لأنه بينما كان الملوك يتشاجرون ويستعدون مرة أخرى للحرب الأهلية، استولى الزحار على كل الإغريق تقريبا. كان المصابون يعانون من حمى شديدة مع قيء وألم مفرط في الكلى. كان الرأس والرقبة ثقيلا. كانت البلغم بلون الزعفران أو على الأقل أخضر. أكد الكثيرون أنه كان سما سريا. أطلق عليها عامة الناس البثور الداخلية وهذا ليس أمرا لا يصدق، حيث يرون أنه عندما تم وضع أكواب الحجامة على الكتفين أو الساقين، تشكلت أماكن مهمة وانكسرت ونفاد الدم الفاسد وشفي الكثير. علاوة على ذلك، تم شرب الأعشاب المستخدمة لعلاج السموم وساعدت الكثيرين. بدأ هذا المرض في شهر أغسطس واستولى على الصغار ووضعهم على أسرتهم.
لقد فقدنا أطفالاً أحباء لطيفين كنا نرضعهم على ركبنا أو نحملهم بين ذراعينا ونتغذى بعناية شديدة، ونطعمهم بأيدينا. لكن نمسح دموعنا نقول بالابن المبارك: "لقد أعطى الرب. لقد أخذ الرب بعيدا. لقد تم إرادة الرب. مبارك اسمه على مر العصور."
— غريغوري أوف تورز،
يقال أن أوسترجيلد، زوجة الملك جونترام، أَمرتْ بِقتل أطبائها عندما توفيت ؛ و لذلك بسبب المرض، حيث ألقت اللوم عليهم في مرضها. نفذ زوجها رغباتها بعد أن استسلمت.